# تشهلاوا
تشهلاوا (بالأردية: چھلاوہ) هو فيلم باكستاني رومانسي كوميدي باللغة الأردية، من كتابة وإخراج وإنتاج واجد رؤوف تحت شعار شركة Showcase Films. قام بتحريره حسن علي خان، ويضم في أدوار رئيسية كلًا من ميهويش حیاة، وأظفر رحمان، وزارا نور عباس، وأسد صديقي، وعاشير واجد، ومحمود أسلم. تم إصدار الفيلم في عيد الفطر، يونيو 2019، عبر شركة Hum Films وEveready Pictures.

## الممثلون
- ميهويش حياة بدور زويا
- أظفر رحمان بدور سمير
- زارا نور عباس بدور هيا
- أسد صديقي بدور لقمان
- عشير واجد بدور هارون
- عدنان شاه تيبو بدور شودري نزكوت
- محسن إعجاز بدور جلال شودري
- محمود أسلم بدور شودري رفاقت؛ والد زويا وهيا وهارون
- سروان علي باليجو بدور صديق سمير

## وصلات خارجية
- تشهلاوا على موقع IMDb (الإنجليزية)
- تشهلاوا على موقع قاعدة بيانات الفيلم (الإنجليزية)
- تشهلاوا على موقع ليتربوكسد (الإنجليزية)
- تشهلاوا على موقع كينوبويسك (الروسية)